# VoIP
 Der er for få eller ingen kildehenvisninger i denne artikel, hvilket er et problem. Du kan hjælpe ved at angive troværdige kilder til de påstande, som fremføres i artiklen.

VoIP (Voice over IP) eller IP-telefoni er betegnelsen for teknologi til at transportere telefoni via et datanet baseret på IP. IP-telefoni begyndte først at få opmærksomhed i Danmark i 2005.
Teknikken har været anvendt i en del år, og er bl.a. blevet anvendt til at forbinde telefoncentraler via WAN, eller til at give enkeltstående telefoner adgang til en central telefoncentral.
En nyere anvendelse er at lave telefonsamtaler mellem software på pc'er. Dette kaldes ofte pc-telefoni eller internet-telefoni og kan suppleres med også at overføre et videosignal, så man får en videotelefon.
Endelig bruges VoIP-teknologi til såkaldt IP-telefoni, der basalt set handler om at udskifte traditionelle telefoncentraler med udstyr der bruger IP via en datanet-infrastruktur i stedet for en separat telefoni-infrastruktur.
De lave priser tiltrækker folk til IP-telefoni. Mange gange er der ingen fast abonnementsbetaling, og minutpriserne ligger under fastnetpriserne. Dette gælder især for opkald til udlandet. Ulempen ved IP-telefoni er den svingende kvalitet, da internettrafikken ikke altid er pålidelig nok til en samtale uden skratten og andre problemer. Som minimum anbefales det at have en bredbåndsforbindelse på 128 kbit/128 kbit, men hurtigere vil give en bedre samtale.

## Historie
Tekst mangler, hjælp os med at skrive teksten

## Udbydere
Tekst mangler, hjælp os med at skrive teksten

## VoWLAN, VoFi
De to akronymer VoWLAN (Voice over WLAN) og VoFi (Voice over Wi-Fi) er betegnelsen for teknologi til at transportere telefoni via et trådløst datanet baseret på IP. For at et trådløst net kan give nok QoS – (båndbredde) til at tale kan komme helskindet igennem og at de trådløse telefoner kan køre i lang tid på batteriet, skal både basisstationer og telefoner kunne understøtte frekvenser, der får minimeret interferens fra andet udstyr inkl. andre basisstationer og trådløse enheder.